# Harrow on the Hill
Ne doit pas être confondu avec Harrow.
Pour la station de métro, voir Harrow on the Hill (métro de Londres).
Harrow on the Hill est une zone du nord-ouest de Londres, en Angleterre et une partie de l'arrondissement londonien de Harrow. Le nom fait référence à une colline locale importante de 408 pieds de haut.

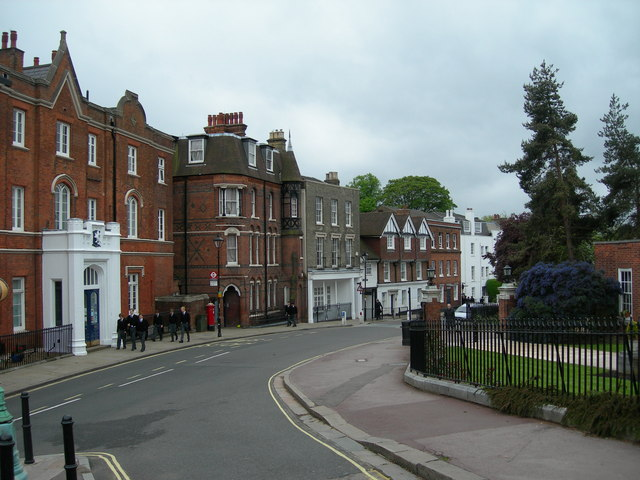
Le centre de Harrow on the Hill, avec des garçons de la Harrow School à la gauche.

La colline était jadis un lieu d'adoration païen.  Le site du temple païen est maintenant occupé par l'église de la ville.
Harrow on the Hill est le quartier originel de Harrow.  La Harrow School est située dans ce quartier. Près de la Harrow School se trouve une pierre mémorial commémorant le premier accident de voiture en Grande-Bretagne où le conducteur fut tué le 25 février 1899. Le conducteur, bien que son nom ne soit pas sur la pierre, se nommait Edwin Sewell, un ingénieur.  La voiture, une Daimler, entra en collision avec un mur et son conducteur mourut sur le coup. Un passager, un commandant de l'armée, mourut plus tard à l'hôpital.
L'église de la ville est dédiée à Sainte Marie (Saint Mary's Church en anglais). Lord Byron, quand il était un élève de la Harrow School au XIXe siècle, a fréquemment visité l'église, et il a écrit un de ses poèmes sous un orme dans le cimetière : « Lines Written beneath an Elm in the Churchyard at Harrow ». Aujourd'hui, dans le cimetière, il y a une pierre où sont gravés les mots du poème, mais l'orme fut détruit par incendie dans les années 1930.